# Pływanie na Letnich Igrzyskach Olimpijskich 1948 – 200 m stylem klasycznym kobiet
200 m stylem klasycznym kobiet – jedna z konkurencji pływackich rozgrywanych podczas XIV Igrzysk Olimpijskich w Londynie. Eliminacje odbyły się 30 lipca, półfinały 31 lipca, a finał 3 sierpnia 1948 roku.
Zawody kobiet w stylu klasycznym, w przeciwieństwie do zawodów mężczyzn nie zostały zdominowane przez styl motylkowy, który był wówczas dozwolony. W finale, płynąca delfinem reprezentantka Węgier Éva Székely narzuciła swoim rywalkom szybkie tempo, ale wkrótce osłabła i na prowadzenie wysunęły się rekordzistka świata na tym dystansie, Holenderka Nel van Vliet i Węgierka Éva Novák. Wydawały się one toczyć pojedynek tylko między sobą, ale na ostatnim nawrocie Australijka Nancy Lyons, która dotychczas była piąta, awansowała na trzecie miejsce. Lyons świetnie finiszowała i wyprzedziła Novák. Nie udało jej się jednak pokonać Nel van Vliet, która z czasem 2:57,2 została mistrzynią olimpijską. Srebrny medal, ze stratą 0,5 s, zdobyła Nancy Lyons. Brąz wywalczyła Éva Novák (3:00,2).
Wcześniej, w eliminacjach nowy rekord olimpijski (3:01,2) ustanowiła Éva Székely. Kilka minut później, jej rekord poprawiła Nel van Vliet, uzyskując czas 2:57,4. Podczas półfinałów Holenderka pobiła swój rekord czasem 2:57,0.

## Rekordy
Przed zawodami rekord świata i rekord olimpijski wyglądały następująco:
| Rekord            | Zawodniczka    | Czas   | Miejsce   | Data            |       |
| ----------------- | -------------- | ------ | --------- | --------------- | ----- |
| Rekord świata     | Nel van Vliet  | 2:49,2 | Hilversum | 20 lipca 1947   |       |
| Rekord olimpijski | Hideko Maehata | 3:01,9 | Berlin    | 8 sierpnia 1936 | [ 1 ] |

W trakcie zawodów ustanowiono następujące rekordy:
| Data     | Etap konkurencji      | Zawodniczka   | Czas   | Rekord |
| -------- | --------------------- | ------------- | ------ | ------ |
| 30 lipca | wyścig eliminacyjny 2 | Éva Székely   | 3:01,2 | OR     |
| 30 lipca | wyścig eliminacyjny 3 | Nel van Vliet | 2:57,4 | OR     |
| 31 lipca | półfinał 1            | Nel van Vliet | 2:57,0 | OR     |

## Wyniki

### Eliminacje
Do półfinałów zakwalifikowały się cztery najlepsze pływaczki z każdego wyścigu oraz pozostałe cztery zawodniczki z najlepszymi czasami.

#### Wyścig eliminacyjny 1
| Miejsce | Zawodniczka      | Państwo           | Czas   | Uwagi |
| ------- | ---------------- | ----------------- | ------ | ----- |
| 1.      | Nancy Lyons      | Australia         | 3:02,9 | Q     |
| 2.      | Éva Novák        | Węgry             | 3:02,9 | Q     |
| 3.      | Janny de Groot   | Holandia          | 3:04,4 | Q     |
| 4.      | Elizabeth Church | Wielka Brytania   | 3:07,4 | Q     |
| 5.      | Dorotea Turnbull | Argentyna         | 3:12,2 | q     |
| 6.      | Liselotte Kobi   | Szwajcaria        | 3:16,2 | q     |
| 7.      | Jeanne Wilson    | Stany Zjednoczone | 3:18,3 |       |
| 8.      | Anna Ólafsdóttir | Islandia          | 3:19,9 |       |

#### Wyścig eliminacyjny 2
| Miejsce | Zawodniczka           | Państwo           | Czas   | Uwagi |
| ------- | --------------------- | ----------------- | ------ | ----- |
| 1.      | Éva Székely           | Węgry             | 3:01,2 | Q,    |
| 2.      | Tonnie Hom            | Holandia          | 3:06,0 | Q     |
| 3.      | Yvonne Vandekerckhove | Belgia            | 3:09,0 | Q     |
| 4.      | Jacqueline Bertrand   | Francja           | 3:10,7 | Q     |
| 5.      | Jean Caplin           | Wielka Brytania   | 3:17,0 | q     |
| 6.      | Helga Diederichsen    | Meksyk            | 3:27,8 |       |
| 7.      | Penny Pence           | Stany Zjednoczone | 3:28,1 |       |

#### Wyścig eliminacyjny 3
| Miejsce | Zawodniczka       | Państwo           | Czas   | Uwagi |
| ------- | ----------------- | ----------------- | ------ | ----- |
| 1.      | Nel van Vliet     | Holandia          | 2:57,4 | Q,    |
| 2.      | Jytte Hansen      | Dania             | 3:09,1 | Q     |
| 3.      | Margit Leskinen   | Finlandia         | 3:11,4 | Q     |
| 4.      | Elenor Gordon     | Wielka Brytania   | 3:13,3 | Q     |
| 5.      | Irene Strong      | Kanada            | 3:14,2 | q     |
| 6.      | Clara LaMore      | Stany Zjednoczone | 3:23,6 |       |
| 7.      | Þórdís Árnadóttir | Islandia          | 3:26,1 |       |

### Półfinały
Do finału zakwalifikowały się trzy najlepsze pływaczki z każdego wyścigu oraz pozostałe dwie zawodniczki z najlepszymi czasami.

#### Półfinał 1
| Miejsce | Zawodniczka           | Państwo         | Czas   | Uwagi |
| ------- | --------------------- | --------------- | ------ | ----- |
| 1.      | Nancy Lyons           | Australia       | 3:00,9 | Q     |
| 2.      | Janny de Groot        | Holandia        | 3:01,4 | Q     |
| 3.      | Éva Székely           | Węgry           | 3:02,8 | Q     |
| 4.      | Yvonne Vandekerckhove | Belgia          | 3:09,7 |       |
| 5.      | Jacqueline Bertrand   | Francja         | 3:13,1 |       |
| 6.      | Jean Caplin           | Wielka Brytania | 3:14,4 |       |
| 7.      | Dorotea Turnbull      | Argentyna       | 3:14,4 |       |
| 8.      | Irene Strong          | Kanada          | 3:16,9 |       |

#### Półfinał 2
| Miejsce | Zawodniczka      | Państwo         | Czas   | Uwagi |
| ------- | ---------------- | --------------- | ------ | ----- |
| 1.      | Nel van Vliet    | Holandia        | 2:57,0 | Q,    |
| 2.      | Éva Novák        | Węgry           | 2:58,0 | Q     |
| 3.      | Jytte Hansen     | Dania           | 3:05,5 | Q     |
| 4.      | Tonnie Hom       | Holandia        | 3:05,7 | q     |
| 5.      | Elizabeth Church | Wielka Brytania | 3:07,1 | q     |
| 6.      | Margit Leskinen  | Finlandia       | 3:10,0 |       |
| 7.      | Liselotte Kobi   | Szwajcaria      | 3:13,9 |       |
| 8.      | Elenor Gordon    | Wielka Brytania | 3:15,8 |       |

### Finał
| Miejsce | Zawodniczka      | Państwo         | Czas   | Uwagi |
| ------- | ---------------- | --------------- | ------ | ----- |
| 1. !    | Nel van Vliet    | Holandia        | 2:57,2 |       |
| 2. !    | Nancy Lyons      | Australia       | 2:57,7 |       |
| 3. !    | Éva Novák        | Węgry           | 3:00,2 |       |
| 4.      | Éva Székely      | Węgry           | 3:02,5 |       |
| 5.      | Janny de Groot   | Holandia        | 3:06,2 |       |
| 6.      | Elizabeth Church | Wielka Brytania | 3:06,1 |       |
| 7.      | Tonnie Hom       | Holandia        | 3:07,5 |       |
| 8.      | Jytte Hansen     | Dania           | 3:08,1 |       |